# Steven Old
Steven Old, né le 17 février 1986, est un footballeur international néo-zélandais évoluant au poste de défenseur au Morecambe FC.
Il compte dix-sept sélections en équipe nationale, il a participé aux Jeux olympiques d'été de 2008.

## Palmarès

### En club
Néant

### En sélection
Nouvelle-Zélande
- Coupe d'Océanie
  - Vainqueur (1) : 2008